# Eresia di Horus (serie di romanzi)
L'eresia di Horus (The Horus Heresy) è una serie di romanzi di fantascienza, pubblicati in Inghilterra, a partire dal 2006, dalla casa editrice Black Library. La serie racconta dell'Eresia di Horus, una devastante guerra civile galattica, ambientata nel XXXI millennio, che si verifica 10.000 anni prima dell'ambientazione rappresentata dal wargame da tavolo della Games Workshop: Warhammer 40.000. Il dettagliato e vasto background di tale ambientazione è stato uno dei principali fattori di successo a livello mondiale del gioco.
I romanzi della serie sono stati scritti da diversi autori della scuderia della Black Library e non sono strettamente conseguenziali. La storia dell'Eresia di Horus è presentata in modo non lineare da libro a libro, in quanto molti eventi sono paralleli, per cui alcune storie possono essersi verificate, prima o dopo le vicende raccontate in un altro romanzo della serie. Molti libri sono, ad esempio, paralleli, quindi raccontano dello stesso evento visto da visioni differenti o quello che succede in quel medesimo istante in un'altra parte della galassia. Per aiutare i lettori, la Black Library ha pubblicato sul suo sito un ordine di lettura consigliato.

## Romanzi
I romanzi principali della serie sono:
1. Horus Rising – Dan Abnett – Aprile 2006
2. False Gods – Graham McNeill – Giugno 2006
3. Galaxy in Flames – Ben Counter – Ottobre 2006
4. The Flight of the Eisenstein – James Swallow – Marzo 2007
5. Fulgrim – Graham McNeill – Luglio 2007
6. Descent of Angels – Mitchel Scanlon – Ottobre 2007
7. Legion – Dan Abnett – Marzo 2008
8. Battle for the Abyss – Ben Counter – Agosto 2008
9. Mechanicum – Graham McNeill – Dicembre 2008
10. Tales of Heresy – Dan Abnett, Matthew Farrer, Mike Lee, Graham McNeill, Anthony Reynolds, James Swallow, Gav Thorpe, Nick Kyme (editore), Lindsey Priestley (editore) – Aprile 2009
11. Fallen Angels – Mike Lee – Luglio 2009
12. A Thousand Sons – Graham McNeill – Marzo 2010
13. Nemesis – James Swallow – Agosto 2010
14. The First Heretic – Aaron Dembski-Bowden – Novembre 2010
15. Prospero Burns – Dan Abnett – Gennaio 2011
16. Age of Darkness – Dan Abnett, John French, Nick Kyme, Graham McNeill, James Swallow, Gav Thorpe, Chris Wraight, Christian Dunn (editore) – Aprile 2011
17. The Outcast Dead – Graham McNeill – Novembre 2011
18. Deliverance Lost – Gav Thorpe – Gennaio 2012
19. Know No Fear – Dan Abnett – Marzo 2012
20. The Primarchs – Nick Kyme, Graham McNeill, Rob Sanders, Gav Thorpe, Christian Dunn (editore) – Giugno 2012
21. Fear to Tread – James Swallow – Settembre 2012
22. Shadows of Treachery – Dan Abnett, Aaron Dembski-Bowden, John French, Graham McNeill, Gav Thorpe, Christian Dunn (editore), Nick Kyme (editore) – Ottobre 2012
23. Angel Exterminatus – Graham McNeill – Gennaio 2013
24. Betrayer – Aaron Dembski-Bowden – Marzo 2013
25. Mark of Calth – Dan Abnett, Aaron Dembski-Bowden, John French, Graham McNeill, David Annandale, Rob Sanders, Anthony Reynolds, Laurie Goulding (editore) – Aprile 2013
26. Vulkan Lives – Nick Kyme – Agosto 2013
27. The Unremembered Empire – Dan Abnett – Ottobre 2013
28. Scars – John French – Ottobre 2013
29. Vengeful Spirit – Graham McNeill – Maggio 2014
30. The Damnation of Pythos – David Annandale – Luglio 2014
31. Legacies of Betrayal – Aaron Dembski-Bowden, Nick Kyme, Graham McNeill, Chris Wraight, John French, Guy Haley, David Annandale, Gav Thorpe, Anthony Reynolds – Ottobre 2014
32. Deathfire – Nick Kyme – Luglio 2015
33. War Without End – Aaron Dembski-Bowden, Nick Kyme, Graham McNeill, Chris Wraight, John French, Guy Haley, David Annandale, Gav Thorpe, Anthony Reynolds – Gennaio 2016
34. Pharos – Guy Haley – Dicembre 2015 (sebbene sia uscito prima di War Without End, la numerazione prevede Pharos come 34° libro)
35. Eye of Terra – autori attualmente sconosciuti – Marzo 2016
36. The Path of Heaven – Chris Wraight – Aprile 2016
37. The Silent War – autori attualmente sconosciuti – Maggio 2016
38. Angels of Caliban – Gav Thorpe – Giugno 2016
39. Praetorian of Dorn – John French – Agosto 2016
40. Corax – Gav Thorpe – Ottobre 2016
41. The Master of Mankind – Aaron Dembski-Bowden – Novembre 2016
42. Garro – James Swallow – Febbraio 2017
43. Shattered Legions – Dan Abnett, Guy Haley, Nick Kyme, Chris Wraight, John French, David Annandale, Gav Thorpe, Graham McNeill – Marzo 2017
44. The Crimson King – Graham McNeill – Giugno 2017[1]
45. Tallarn – John French – Agosto 2017[1]
46. Ruinstorm – David Annandale – 14 ottobre 2017
47. Old Earth – Nick Kyme – Novembre 2017
48. The Burden of Loyalty - L J Goulding - Febbraio 2018
49. Wolfsbane: The Wyrd Spear Cast - Guy Haley - 12 maggio 2018
50. Born of Flame: The Hammer and the Anvil - Nick Kyme - 9 giugno 2018
51. Slaves to Darkness - Jonh French - 2018
52. Heralds of the Siege - Nick Kyme, L J Goulding - 27 ottobre 2018

Alcuni racconti e romanzi brevi contenuti nelle antologie sono stati pubblicati anche come libri separati, ad esempio i romanzi brevi The Crimson Fist e Prince of Crows contenuti in Shadows of Treachery. Le edizioni in copertina rigida contengono sempre almeno tre illustrazioni;  inoltre, dato che queste versioni sono più recenti, alcuni romanzi hanno subito dei piccoli ritocchi atti a correggere piccoli errori e contraddizioni creatisi con l'avanzare della serie.

## Audiolibri
Paralleli ai romanzi, la Black Library, dato l'enorme successo ottenuto con questa serie, ha anche pubblicato una serie di audiolibri che espandono ulteriormente i racconti, approfondendo importanti tematiche presenti nei romanzi. Sono stati pubblicati i seguenti audiolibri:
1. The Dark King and The Lightning Tower – Graham McNeill, Dan Abnett – Giugno 2008
2. Raven's Flight – Gav Thorpe – Febbraio 2010
3. Garro: Oath of Moment – James Swallow – 2010
4. Garro: Legion of One – James Swallow – Aprile 2011
5. Butcher's Nails – Aaron Dembski-Bowden – Maggio 2012
6. Grey Angel – John French – Agosto 2012
7. Burden of Duty – James Swallow – Ottobre 2012
8. Garro: Sword of Truth – James Swallow – Novembre 2012
9. Maestro della Guerra – John French – Dicembre 2012
10. Strike and Fade – Guy Haley – Dicembre 2012
11. Veritas Ferrum – David Annandale – Dicembre 2012
12. The Sigillite – Chris Wraight – Aprile 2013
13. Honour to the Dead – Gav Thorpe – Maggio 2013
14. Wolf Hunt – Graham McNeill – Maggio 2013
15. Censure – Nick Kyme – Luglio 2013
16. Thief of Revelations – Graham McNeill – Novembre 2013
17. Khârn: The Eightfold Path – Anthony Reynolds – Dicembre 2013
18. Lucius: The Eternal Blademaster – Graham McNeill – Dicembre 2013
19. Cypher: Guardian of the Order – Gav Thorpe – Dicembre 2013
20. Hunter's Moon – Guy Haley – Marzo 2014
21. Wolf's Claw – Chris Wraight – Marzo 2014 (oltre alle versioni separate, Hunter's Moon e Wolf's Claw sono stati pubblicati nella versione combinata Echoes of Ruin)
22. Templar – John French – Maggio 2014
23. Garro: Shield of Lies – James Swallow – Ottobre 2014
24. Master of the First – Gav Thorpe – Ottobre 2014
25. The Long Night – Aaron Dembski-Bowden – Novembre 2014
26. Stratagem – Nick Kyme – Dicembre 2014
27. Herald of Sanguinius – Andy Smillie – Dicembre 2014
28. The Watcher – C.Z. Dunn – Dicembre 2014
29. The Eagle's Talon – John French – Gennaio 2015
30. Iron Corpses – David Annandale – Febbraio 2015
31. Garro: Ashes of Fealty – James Swallow – 2015
32. Raptor – Gav Thorpe – Marzo 2015
33. Grey Talon – Chris Wraight – Gennaio 2016
34. Red-Marked – Nick Kyme – Gennaio 2016
35. The Either – Graham McNeill – Febbraio 2016
36. The Heart of the Pharos – Laurie Goulding – Marzo 2016
37. Echoes of Imperium – Andy Smillie, Nick Kyme, C.Z. Dunn, Gav Thorpe – 2016
38. Children of Sicarus – Anthony Reynolds – Ottobre 2016 (successivamente uscito insieme a The Heart of the Pharos in formato CD)
39. The Thirteenth Wolf – Gav Thorpe – Novembre 2016
40. Perpetual – Dan Abnett – Dicembre 2016
41. Valerius – Gav Thorpe – Dicembre 2016
42. The Soul, Severed – Chris Wraight – Dicembre 2016
43. Virtues of the Sons/Sins of the Father – Andy Smillie – Gennaio 2017
44. The Binary Succession – David Annandale – Marzo 2017
45. Echoes of Revelation – Dan Abnett, Gav Thorpe, Chris Wraight – Maggio 2017 (CD contenente Perpetual, Valerius e The Soul, Severed, originariamente usciti come Mp3 con le uscite del Calendario dell'Avvento 2016 di Black Library)
46. Dark Compliance – John French – Luglio 2017[1]
47. Blackshields: The False War – Josh Reynolds – Settembre 2017[1]

## Romanzi brevi e antologie speciali
In aggiunta alla serie regolare, sono stati a volte pubblicati romanzi brevi e antologie che seguono la linea temporale dell'Eresia di Horus e riguardano, sia battaglie minori, che storie parallele agli eventi principali narrati nella serie regolare. Alcuni di essi sono usciti prima sotto forma di edizioni speciali, ma successivamente ricevono tutti l'imprimatur di un'edizione regolare. Questi romanzi brevi sono sempre in copertina rigida.
1. Promethean Sun – Nick Kyme – Giugno 2011
2. Aurelian – Aaron Dembski-Bowden – Ottobre 2011
3. Brotherhood of the Storm – Chris Wraight – Settembre 2012
4. Corax: Soulforge – Gav Thorpe – Aprile 2013
5. Scorched Earth – Nick Kyme – Agosto 2013
6. Tallarn: Executioner – John French – Settembre 2013
7. The Imperial Truth – Rob Sanders, Nick Kyme, Gav Thorpe, Graham McNeill, Aaron Dembski-Bowden, James Swallow, Laurie Goulding (editore), novembre 2013
8. Prince of Crows – Aaron Dembski-Bowden – Maggio 2014 (precedentemente contenuto nell'antologia Shadows of Treachery, la data qui mostrata è quella di uscita del romanzo breve separato)
9. The Crimson Fist – John French – Maggio 2014 (precedentemente contenuto nell'antologia Shadows of Treachery, la data qui mostrata è quella di uscita del romanzo breve separato)
10. Ravenlord – Gav Thorpe – Maggio 2014
11. Sedition's Gate – Nick Kyme, Chris Wraight, Guy Haley, David Annandale, Rob Sanders – Maggio 2014
12. The Purge – Anthony Reynolds – Luglio 2014
13. Death and Defiance – Aaron Dembski-Bowden, Guy Haley, Nick Kyme, Andy Smillie, James Swallow – Ottobre 2014
14. The Seventh Serpent – Graham McNeill – Novembre 2014
15. Blades of the Traitor – John French, Guy Haley, Nick Kyme, Graham McNeill, Chris Wraight – Febbraio 2015
16. Tallarn: Ironclad – John French – Febbraio 2015
17. Meduson – Dan Abnett, David Annandale, John French, Guy Haley, Nick Kyme, Graham McNeill, Gav Thorpe, Chris Wraight – Maggio 2015 (acquistabile solo nel negozio Black Library di Warhammer World)
18. Cybernetica – Rob Sanders – Luglio 2015
19. Wolf King – Chris Wraight – Ottobre 2015
20. The Honoured – Rob Sanders – Novembre 2015
21. The Unburdened – David Annandale – Novembre 2015 (oltre alle versioni separate, The Honoured e The Unburdened sono stati pubblicati insieme in un'antologia chiamata Betrayal at Calth, in occasione dell'uscita dell'omonimo gioco da tavolo)
22. Garro: Vow of Faith – James Swallow – Dicembre 2015

## The Horus Heresy: Primarchs
Nel 2016 Black Library ha lanciato un piano quadriennale con l'obiettivo di dedicare un romanzo ad ogni primarca (esclusi i due primarchi perduti), impegnati in vicende ambientate nell'epoca della Grande Crociata o prima dell'arrivo dell'Imperatore. La serie prevede l'uscita dei romanzi in edizioni limitate da 2 500 copie numerate, seguita dall'uscita dell'edizione regolare circa tre mesi dopo, in concomitanza con l'edizione limitata del romanzo successivo. Le storie di questi romanzi sono indipendenti, anche se ci sono occasionali riferimenti ai romanzi della serie principale. Il seguente elenco mostra due date d'uscita. La prima è relativa all'edizione limitata, la seconda è relativa all'edizione regolare.
1. Roboute Guilliman: Lord of Ultramar – David Annandale – Luglio 2016/Ottobre 2016[1]
2. Leman Russ: The Great Wolf – Chris Wraight – Ottobre 2016/Gennaio 2017[1]
3. Magnus the Red: Master of Prospero – Graham McNeill – Gennaio 2017/Aprile 2017[1]
4. Perturabo: Hammer of Olympia – Guy Haley – Aprile 2017/Luglio 2017[1]
5. Lorgar – Gav Thorpe – Luglio 2017 (edizione limitata)[1]
6. Fulgrim: The Palatine Phoenix[2] – Josh Reynolds – Settembre 2017 (edizione limitata)[1]

## Recensioni
A Thousand Sons, di Graham McNeill, uscito nel marzo del 2010 è salito rapidamente ai vertici delle classifiche britanniche di fantascienza. È anche arrivato 22º nella lista dei Bestseller pubblicata dal New York Times, il primo romanzo Black Library a farlo.
In seguito Nemesis di James Swallow ha raggiunto la 26ª posizione della medesima lista, così come, The First Heretic, di Aaron Dembski-Bowden ha raggiunto la 28ª posizione nel novembre del 2010, rimanendo in classifica per due settimane consecutive, raggiungendo la 33ª, mentre Prospero Burns ascese sino alla 16ª posizione.

## Trame dei romanzi principali
Questa sezione contiene le trame dei romanzi principali di The Horus Heresy. In Italia la traduzione della saga è stata realizzata dalla Mondadori nell'ottobre 2010, con la pubblicazione del primo romanzo “Horus Rising” (in Italiano: l'Ascesa di Horus) per poi interromperla nei romanzi successivi. La traduzione è stata poi ripresa in mano dalla Panini, che dal 10 aprile 2025 ha ricominciato a pubblicare i romanzi in italiano. La pubblicazione in Inglese, Francese e Tedesco ha continuato da allora.

### 01. Horus Rising (L'Ascesa di Horus)
L'Ascesa di Horus è il primo romanzo dell'epica serie di romanzi di fantascienza "The Horus Heresy" e narra i dettagli dell'ascesa al potere del Signore della Guerra Horus, Primarca della Legione Space Marine dei Lupi della Luna, dopo essere stato nominato dall'Imperatore, sia comandante supremo dell'esercito imperiale, che comandante in capo della Grande Crociata. Il romanzo viene raccontato dal punto di vista del Capitano della Xª Compagnia della Legione dei Lupi della Luna: Garviel Loken, di come diventa membro del Mournival e il suo coinvolgimento in campagne contro traditori e nemici alieni sul finire della Grande Crociata. Questo libro è l'unico di tutta la serie ad essere stato tradotto in Italiano da Mondadori nell'Ottobre del 2010.

### 02. False Gods (Falsi Dei)
False Gods è il secondo romanzo della serie di libri di fantascienza “The Horus Heresy”. È la continuazione degli avvenimenti narrati in Horus Rising. Il romanzo descrive i tragici eventi che conducono alla “caduta” del Primarca Horus per opera di una complessa cospirazione ispirata dagli Dei del Caos. Horus viene ferito sulla Luna del mondo ferale di Davin, venendo contaminato da una prodigiosa ed antica arma demoniaca. In un disperato tentativo di guarirlo, i suoi luogotenenti lo conducono in un tempio sul mondo di Davin, presso le misteriose sette guerriere, native di quel pianeta. Il tempio è tuttavia al servizio del Caos, per cui la ferita di Horus lo espone alla sua contaminazione. Ripresosi dal coma, Horus si sente diverso. Rivoltandosi contro suo “Padre”, l'Imperatore, il romanzo descrive gli eventi messi in atto da Horus, eventi che cambieranno per sempre il volto della galassia…

### 03. Galaxy in Flames (Galassia in fiamme)
Galaxy in Flames è il terzo romanzo della serie di libri di fantascienza “The Horus Heresy”. Descrive nel dettaglio, i primi gesti folli del Primarca Horus all'inizio della sua ribellione. Vi si racconta del bombardamento virale scatenato dal Signore della Guerra sul mondo di Isstvan III. Sebbene all'apparenza, secondo il Primarca Horus, lo scopo di tale ed estrema devastazione serva a pacificare il sistema, dopo la dichiarazione di indipendenza dall'Imperium, il vero motivo del bombardamento aveva come fine l'obbiettivo di sbarazzarsi di tutti quegli Space Marine della sua Legione, e delle Legioni a lui alleate, che non avrebbero accettato di rivoltarsi contro l'Imperatore. Sotto un pesante bombardamento di morte e distruzione attuato dai loro stessi compagni d'arme, i Marine lealisti dei Lupi della Luna, dei Divoratori dei Mondi, dei Figli dell'Imperatore e della Guardia della Morte, lottano contro i loro fratelli di un tempo in una disperata sfida che segna l'inizio dell'Eresia di Horus.

### 04. Flight of the Eisenstein (Il volo della Eisenstein)
Flight of the Eisenstein è il quarto romanzo in ordine cronologico della serie di fantascienza “The Horus Heresy” ed è ambientato all'inizio dell'Eresia. Racconta della disperata fuga della Fregata da Battaglia “Eisenstein”, della VIIª Compagnia della Legione di Space Marine della Guardia della Morte, al comando del Capitano Nathaniel Garro, uno dei pochi comandanti della Legione rimasti leali all'Imperatore dopo il tradimento del Primarca Mortarion, alleatosi al fratello rinnegato: il Primarca Horus della Legione dei Lupi della Luna. Il libro narra della fuga della Eisenstein dalla guerra su Isstvan III (Vedi “Galaxy in Flames” sopra) e il suo viaggio attraverso il Warp, nel tentativo di raggiungere e avvisare l'Imperatore della ribellione.

### 05. Fulgrim (Fulgrim)
Fulgrim è il quinto romanzo in ordine cronologico della serie di libri di fantascienza “The Horus Heresy”. Racconta della caduta al Caos del Primarca Fulgrim e della sua Legione di Space Marine: i Figli dell'Imperatore. Il libro descrive nel dettaglio il passaggio del nobile ed eroico Fulgrim alle depravate tentazioni del Caos e di come diventi, lentamente, un prescelto di Slaanesh, uno dei quattro dei del Caos. Fulgrim tenterà di corrompere e portare dalla parte di Horus anche il Primarca Ferrus Manus e la sua Legione di Space Marine delle Mani di Ferro. Tuttavia, Ferrus Manus e i suoi Marine rimarranno fedeli all'Imperatore. La disputa raggiungerà il suo apice proprio nella Battaglia di Isstvan V, dove viene descritto il famigerato e infame “Massacro degli Atterraggi”.

### 06. Descent of Angels (L'ascesa degli angeli)
Descent of Angels è il sesto romanzo della serie di fantascienza “The Horus Heresy”. Narra del Pianeta Caliban dal punto di vista di Zahariel El'Zarias. Il romanzo inizia con il giovane Zahariel che aspira a diventare un Cavaliere dell'Ordine. La prima parte del romanzo è ambientata a Caliban e copre le battaglie finali sostenute dall'Ordine sotto il comando del futuro Primarca della Legione Space Marine degli Angeli Oscuri: Lion El'Jonson. La seconda parte descrive del ricongiungimento del sistema di Caliban con l'Imperium dell'uomo e della fondazione della Legione degli Angeli Oscuri, con le loro prime azioni nella Grande Crociata. Zahariel, come tutti i giovani dell'Ordine, viene selezionato per essere trasformato in uno Space Marine divenendo un Neofita degli Angeli Oscuri. Sullo sfondo vengono descritte le prime avvisaglie del futuro scisma della Legione.

### 07. Legion (Legione)
Legion è il settimo libro della serie di romanzi di fantascienza “The Horus Heresy” del quale è protagonista la Legione Alpha, la più segreta tra le venti Legioni degli Space Marine. Il romanzo racconta della presenza di un intricato segreto condiviso tra la Legione Alpha, l'Esercito Imperiale ed una misteriosa organizzazione chiamata la Cabala e descrive gli eventi che porteranno alla decisione del Primarca della Legiona Alpha, Alpharius, di supportare Horus nella sua ribellione.

### 08. Battle for the Abyss (Battaglia negli abissi)
Battle for the Abyss è l'ottavo libro della serie di romanzi di fantascienza “The Horus Heresy”. Il romanzo descrive gli eventi che porteranno alla sanguinosa battaglia di Calth, tra gli Space Marine Ultramarine del Primarca Roboute Guilliman e gli Space Marine dei Predicatori del Primarca traditore Lorgar. I Predicatori, per guidare il loro attacco, si preparano all'utilizzo di una prodigiosa nave da guerra, l'immensa "Abisso Furioso". Gli Ultramarine e i loro alleati dovranno inseguire la nave ed impedirgli di raggiungere il sistema di Macragge, patria degli Ultramarine. Se i Predicatori riuscissero a portare questa portentosa nave nel sistema, la Legione degli Ultramarine di Roboute Guilliman subirebbe un colpo dal quale non potrebbe più riprendersi.

### 09. Mechanicum (Mechanicum)
Mechanicum è il nono libro della serie di romanzi di fantascienza “The Horus Heresy”. Sono le cronache della guerra civile su Marte, patria del Culto Mechanicus, tra le forze lealiste fedeli all'Imperatore e i traditori rinnegati schieratesi con il Primarca Horus e la sua ribellione, per decretare quale fazione riceverà il decisivo sostegno dell'Adeptus Mechanicus. Nel romanzo Horus ottiene la segreta lealtà di altolocati Tecnopreti del Culto che tramano per realizzare un colpo di Stato in modo da eliminare i Tecnopreti leali all'Imperatore.

### 10. Tales of Heresy (I racconti degli Eretici)
Tales of Heresy è il decimo libro della serie di romanzi di fantascienza “The Horus Heresy” ed è una raccolta di racconti brevi ambientati per lo più durante l'Eresia di Horus, e, secondariamente, in alcuni periodi precedenti lo scoppio della guerra. La collezione di racconti offre al lettore un altro e vasto punto di vista sulla Grande Eresia, la Grande Crociata e l'Imperium dell'uomo. Il romanzo è compilato e curato da Nick Kyme e Lindsey Priestley.

### 11. Fallen Angels (Angeli Caduti)
Fallen Angels è l'undicesimo libro della serie di romanzi di fantascienza “The Horus Heresy”. Continua la storia degli Angeli Oscuri iniziata nel romanzo “Descent of Angels”. Il romanzo racconta due storie: quella del Primarca Lion El'Jonson al comando di un piccolo contingente di Angeli Oscuri che cercano di sottrarre un mondo occupato alle forze ribelli di Horus stanziate su Isstvan, mentre l'altra racconta di Luther, secondo in comando di Lion El'Jonson e Zahariel, protagonista di Descent of Angels, ormai divenuto un Bibliotecario della Legione degli Angeli Oscuri, inviati su Caliban a combattere contro una crescente insurrezione che ha lo scopo di sottrarre il mondo natale degli Angeli Oscuri dal dominio dell'Imperium.

### 12. A Thousand Sons (Mille figli)
A Thousand Sons è il dodicesimo libro della serie di romanzi di fantascienza “The Horus Heresy”; racconta la storia del Primarca Magnus il Rosso e della sua Legione Space Marine: la Stirpe dei Mille. Il romanzo è ambientato prima dello scoppio dell'Eresia di Horus. Racconta gli eventi successivi al rimprovero dell'Imperatore nei confronti del saggio Magnus nella pratica delle arti della stregoneria e nell'occulto. Nonostante il monito, Magnus e i suoi Space Marine ritornano su Prospero, loro mondo di origine e segretamente continuano a studiare stregoneria. Grazie ai suoi studi però, Magnus apprende in anticipo del tradimento imminente di suo fratello Horus, e, ancora una volta attraverso la stregoneria, tenta di avvertire l'Imperatore, sperando che l'importanza della notizia avesse finalmente dimostrato la grande utilità delle arti occulte. Tuttavia, la potenza psionica del messaggio di Magnus all'Imperatore causa dei danni irreversibili ad un progetto segreto messo in atto dallo stesso Imperatore, progetto vitale per la sicurezza dell'Imperium. Infuriato, l'Imperatore ordina al Primarca Leman Russ e alla sua Legione, i Lupi Siderali, di condurre Magnus il Rosso e la sua Legione di Space Marine sulla Terra per rispondere delle loro azioni.

### 13. Nemesis (Nemesi)
Nemesis è il tredicesimo libro della serie di romanzi di fantascienza “The Horus Heresy”. È ambientato circa due anni dopo gli eventi di Isstvan V, descritti nel quinto romanzo "Fulgrim". Il libro racconta del progetto di una organizzazione Imperiale segretaː l'Officio Assassinorum. Uno dei suoi scopi era l'assassinio del Primarca Horus attraverso una “Forza di Esecuzione” composta dai più abili assassini provenienti dai diversi templi di addestramento sulla Terra. D'altro canto, anche le forze Traditrici si stavano organizzando in questo senso. Il Primo Cappellano traditore della Legione di Space Marine dei Predicatori, Erebus, mette in campo un suo assassino, altamente specializzato, con lo scopo di inviarlo sulla Terra per uccidere l'Imperatore.

### 14. The First Heretic (Il primo Eretico)
The First Heretic è il quattordicesimo libro della serie di romanzi di fantascienza “The Horus Heresy”. Racconta i dettagli della caduta nel Caos del Primarca Lorgar e della sua Legione di Space Marine: i Predicatori. La storia viene raccontata dal punto di vista di Argel Tal, Capitano della 7ª Compagnia dei Predicatori, per un periodo di circa 50 anni, a partire da 47 anni prima degli eventi su Isstvan V, fino al momento in cui i Predicatori si organizzano per l'assalto al Sistema Calth, raccontato nell'ottavo romanzo della serie "The Battle of the Abyss". Dopo l'umiliante censura da parte dell'Imperatore nei confronti di Lorgar contro la sua divinizzazione da parte dei Predicatori, l'afflitto Primarca Lorgar viene negativamente influenzato dai suoi due Luogotenenti di fiducia, Kor Phaeron, Capitano della 1ª Compagnia dei Predicatori ed Erebus, e dal Primo Cappellano della Legione, entrambi già corrotti segretamente dal Caos. Alla fine, Lorgar e la sua Legione di Predicatori si abbandoneranno all'adorazione delle nuove divinità del Caos alleandosi con Horus. Così, la sua ribellione avrà inizio con i terribili eventi di Isstvan V.

### 15. Prospero Burns (Prospero Brucia)
Prospero Burns è il quindicesimo libro della serie di romanzi di fantascienza “The Horus Heresy”. Il romanzo conclude l'arco narrativo iniziato nel libro dodicesimo "A Thousand Sons", anche se inizia più di un secolo prima della caduta di Prospero, pianeta natale della Legione degli Space Marine della Stirpe dei Mille. Il libro è raccontato dal punto di vista di Kasper Hawser, noto accademico della Sacra Terra, divenuto lo storico che accompagna la Legione di Space Marine dei Lupi Siderali. Il romanzo, in apparenza è la storia di Kasper Hawser, in realtà guidato da una sottotrama importante che riguarda la lunga macchinazione ad opera del Caos per indurre alla reciproca distruzione le Legioni degli Space Marine dei Lupi Siderali e della Stirpe dei Mille. Il romanzo fornisce inoltre importanti retroscena sul passaggio del Signore della Guerra Horus al Caos, fornendo così una visione più coerente dell'Eresia e della sua pianificazione ad opera delle forze del Caos.

### 16. Age of Darkness (L'era delle Tenebre)
Age of Darkness è il sedicesimo libro della serie di romanzi di fantascienza “The Horus Heresy”. È una raccolta di racconti brevi ambientati durante l'Eresia di Horus. Queste storie avvengono nel corso nei sette anni che trascorrono tra il Massacro degli Atterraggi su Isstvan V (Libro 5) e l'inizio della Campagna contro la Terra delle forze traditrici. “L'età dell'oro e della conoscenza è finita… inizia l'Era delle Tenebre”.

### 17. The Outcast Dead (La morte dell'emarginato)
The Outcast Dead è il diciassettesimo libro della serie di romanzi di fantascienza “The Horus Heresy". I Primarchi fedeli dell'Imperatore si preparano a dare battaglia al Signore della Guerra Horus e alle sue Legioni traditrici sulle nere sabbie di Isstvan. È un tempo oscuro, dove dovranno ancora accadere gli eventi più terribili. Quando l'astropate Kai Zulane scopre involontariamente un segreto che minaccia gli equilibri bellici, è costretto a fuggire per salvarsi la vita. Affiancato da una misteriosa banda di rinnegati, si immerge nei bassifondi mortali della stessa Terra, braccato come un criminale da parte di coloro che una volta erano suoi alleati. Di fronte al tradimento, Kai deve decidere verso chi riporre la sua lealtà e se alcune verità dovrebbero essere sepolte per sempre.

### 18. Deliverance Lost (Perdita della libertà)
Deliverance Lost è il diciottesimo libro della serie di romanzi di fantascienza “The Horus Heresy". Il Primarca Corax e la sua Guardia del Corvo, hanno poche possibilità di sfuggire al massacro di Isstvan V. Ripresesi dal disastro, gli Space Marine di Corax cercano di ricostituire le loro file per ritornare nella mischia e vendicarsi del tradimento del Signore della Guerra, Horus. Sconvolto dal duro colpo inflitto alla sua Legione, Corax torna sulla Terra per cercare l'aiuto di suo Padre, l'Imperatore del genere umano. Concessogli l'accesso ad antichi segreti, Corax inizia a ricostruire la Guardia del Corvo, progettando la sua vendetta contro i suoi fratelli Primarchi traditori. Ma non tutti i suoi guerrieri rimasti sono a lui fedeli. La misteriosa Legione Alfa si è infatti infiltrata tra i ranghi dei sopravvissuti e ha un piano tremendo per distruggere la Guardia del Corvo prima che possa ricostituirsi e minacciare nuovamente i piani di Horus.

### 19. Know No Fear (Senza Paura)
Know No Fear è il diciannovesimo libro della serie di romanzi di fantascienza "The Horus Heresy". Ignaro del tradimento di Horus e seguendo sempre i più criptici ordini del Signore della Guerra, Roboute Guilliman, Primarca della Legione degli Ultramarine torna ad Ultramar per riorganizzare la sua Legione in previsione della guerra contro gli Orki che stanno premendo nel sistema Veridian. Senza preavviso, i loro presunti alleati, la Legione degli Space Marine dei Predicatori, lancia una devastante invasione al mondo di Calth, disperdendo la flotta degli Ultramarine e massacrando tutti coloro che si trovano sulla loro strada. Questo evento conferma le più terribili paure di Guilliman: Lorgar, Primarca della Legione dei Predicatori, vuole vendicarsi una volta per tutte. Quando i traditori invocano l'aiuto delle forze demoniache per vincere la guerra, gli Ultramarine saranno obbligati ad una feroce lotta mortale in cui nessuna delle due parti potrà prevalere.

### 20. The Primarchs (I Primarchi)
The Primarchs è il ventesimo libro della serie di romanzi di fantascienza "The Horus Heresy". Creati ad immagine dell'Imperatore, i Primarchi per molto tempo hanno pensato di essere i prìncipi dell'universo, padroni del proprio destino, portando le Legioni degli Space Marine alla gloriosa conquista della galassia, senza che nessun potesse opporsi a loro. Tuttavia, anche tra questa fratellanza leggendaria, i primi semi di un dissenso si stavano diffondendo, molto prima che il perfido Signore della Guerra Horus, Primarca dei Lupi della Luna dichiarasse la sua grande eresia.

### 21. Fear to Tread (La paura dell'Ignoto)
Fear to Tread è il ventunesimo libro della serie di romanzi di fantascienza "The Horus Heresy". Fin dai primi giorni della Grande Crociata, Sanguinius, l'angelico Primarca della IX Legione, gli Angeli Sanguinari, era da sempre il più fedele dei fratelli di Horus. Gli Angeli Sanguinari hanno a lungo mantenuto nascosta la loro vera natura dal resto dell'Imperium, a causa dell'oscura tara che li affliggeva, sin dai tempi della loro fondazione. Quando i suggerimenti del Signore della Guerra Horus indicò loro la chiave per la salvezza, si trovarono tra le rovine di un mondo conquistato. Ma era tutto una trappola. Gli Angeli Sanguinari dovranno affrontare, sulle pianure maledette di Signus Prime, sia pericolosi eserciti demoniaci dei Warp, i demoni del Caos, che i loro demoni personali.

### 22. Shadows of Treachery (Ombre di un Tradimento)
Shadows of Treachery è il ventiduesimo libro della serie di romanzi di fantascienza "The Horus Heresy". È una raccolta di cinque racconti di diversi autori, già pubblicati in edizioni limitate, del genere artbook ed altri formati, ma che contiene anche due storie nuove: La prima è una vera e propria battaglia spaziale tra la Flotta Imperiale della Legione dei Magli Imperiali, inviata per punire il traditore Horus subito dopo gli eventi di Isstvan III (Libro 3) e la flotta della Legione Traditrice dei Guerrieri di Ferro che tenterà un'imboscata. L'altro racconto riguarda la Legione Traditrice dei Signori della Notte, la sua scissione, e il mito del suo Primarca Konrad Curze. Tutti e cinque i racconti svelano alcuni punti oscuri della serie "Horus Heresy" e aggiungono ulteriori dettagli su quella che è ormai la più grande guerra civile nella storia della galassia.

### 23. Angel Exterminatus (L'Angelo Sterminatore)
Angel Exterminatus è il ventitreesimo libro della serie di romanzi di fantascienza "The Horus Heresy". Perturabo, Maestro degli Assedi e carnefice di Olympia, nonché Primarca della Legione degli Space Marine dei Guerrieri di Ferro è vissuto a lungo all'ombra dei suoi fratelli Primarchi, che, a differenza sua e della sua Legione, hanno goduto di grandi onori e glorie, mentre a loro sono sempre toccati i compiti più scomodi e i doveri più frustranti. Quando Fulgrim, Primarca della Legione degli Space Marine dei Figli dell'Imperatore, gli offre la possibilità di guidare una spedizione alla ricerca di un'antica e distruttiva arma Xenos, i Guerrieri di Ferro e I figli dell'Imperatore si uniscono e si avventurano in profondità nel cuore del grande labirinto conosciuto solo come "l'occhio". Inseguiti da una banda irregolare di Space Marine lealisti sopravvissuti al massacro di Isstvan V, devono lavorare in fretta per poter scatenare la potenza devastante dell'"Angel Exterminatus".

### 24. Betrayer (Tradimento)
Betrayer è il ventiquattresimo libro della serie di romanzi di fantascienza "The Horus Heresy". La Crociata Oscura è in pieno svolgimento. Mentre la Legione degli Ultramarine è sanguinosamente impegnata a respingere l'attacco a sorpresa di Kor Phaeron su Calth, Lorgar conduce il resto dei suoi Predicatori in profondità nel regno di Ultramar. I loro alleati, il Primarca Angron e la sua Legione di Space Marine i Divoratori di Mondi, sembrano ciechi ai veri obiettivi della missione, preferendo invece devastare ogni nuova civiltà che incontrano. È così che Lorgar riporterà il suo tormentato fratello nel luogo che lo ha visto crescere e diventare ciò che è diventato. In un calvario finale che condurrà sia un mondo a bruciare, che un violento scontro tra Legioni e la caduta di un Primarca.

### 25. Mark of Calth (Il Marchio di Calth)
Mark of Calth è il venticinquesimo libro della serie di romanzi di fantascienza "The Horus Heresy". L'eresia è giunta sul mondo di Calth senza preavviso. Nel giro di poche ore di tradimento e di spargimento di sangue, i fieri guerrieri della XIII Legione, gli Ultramarine di Guilliman, sono stati gettati nel fango dai loro corrotti fratelli della XVII Legione. Ora, mentre il pianeta è devastato da eruzioni solari causate dalla sua stella danneggiata dai Predicatori, i sopravvissuti devono portar loro guerra dai rifugi sotterranei.

### 26. Vulkan Lives (Vulkan Vive)
Vulkan Lives è il ventiseiesimo libro della serie di romanzi di fantascienza "The Horus Heresy". Dopo il Massacro degli Atterraggi a Isstvan V, i superstiti della Legione degli Space Marine delle Salamandre cercano a lungo il loro Primarca perduto, ma senza alcun risultato. Proprio quando quasi tutte le Salamandre lo credono ormai morto, Vulkan si risveglia in una cella nascosta per il divertimento di un crudele carceriere, il fratello Primarca Konrad Curze della Legione dei Signori della Notte. Il malvagio Primarca mette in atto una serie di torture infernali nel tentativo di spezzare sia il corpo che lo spirito di Vulkan. Vulkan testimonia la crudeltà e la follia del proprio fratello, ma scopre anche qualcosa che potrebbe cambiare il corso di tutta la guerra.

### 27. The Unremembered Empire (L'Impero dimenticato)
The Unremembered Empire è il ventisettesimo libro della serie di romanzi di fantascienza "The Horus Heresy". Per Roboute Guilliman, Primarca della Legione degli Ultramarine, la Terra è caduta sotto le forze traditrici del Signore della Guerra Horus. Nient'altro potrebbe spiegare l'improvvisa scomparsa della luce guida dell'Astronomican, il cuore dell'Imperium. Persi i contatti con l'Imperatore e la Sacra Terra, il pragmatico signore degli Ultramarine, ha richiamato tutte le sue forze ad Ultramar iniziando la costruzione di un nuovo Impero noto come Imperium Secundus. Affiancato da alcuni suoi fratelli Primarchi, dovrà affrontare la guerra che incombe all'esterno di Ultramar e risolvere intrighi al suo interno. Nonostante le sue migliori intenzioni, se il suo piano venisse male interpretato potrebbero essere considerati come traditori al pari di Horus.

### 28. Scars (Lo sfregio)
Scars è il ventottesimo libro della serie di romanzi di fantascienza "The Horus Heresy". Tra tutte le Legioni degli Astartes, le Furie Bianche di Jaghatai Khan sono quelle più misteriose ed elusive. Nate da una civiltà che premiava l'onore, la velocità e una temibile lealtà, la loro capacità di essere leali, era ancora un aspetto irrisolto, anche nel momento in cui la galassia venne lacerata dal tradimento di Horus ed entrambi gli schieramenti le hanno entrambe contate tra i loro potenziali alleati nella guerra in arrivo. Ma quando la Legione Alfa lancia un inspiegabile attacco simultaneo contro le Furie Bianche e i Lupi Siderali, il Khan deve decidere una volta per tutte se stare con l'Imperatore o il Signore della Guerra, o con nessuno dei due.

### 29. Vengeful Spirit (Spirito Vendicativo)
Vengeful Spirit è il ventinovesimo libro della serie di romanzi di fantascienza "The Horus Heresy". Il Primarca Horus, Signore della Guerra, un tempo stella più luminosa dell'Imperium, ha trascinato le Legioni degli Space Marine nel conflitto più sanguinoso che la galassia abbia mai visto. Mentre i loro alleati scatenano la guerra su mille fronti, la XV Legione, I Figli di Horus, discendono sul mondo feudale di Moloch, sede del governo della Casa Devine e dei suoi Cavalieri, nonché una delle principali roccaforti dell'esercito Imperiale. Le forze leali all'Imperatore sono pronte a sfidare il Signore della Guerra, ma cosa può aver spinto Horus in persona ad attaccare un tale e ben difeso pianeta? Cosa è disposto a sacrificare il Primo dei Primarchi per adempiere il proprio oscuro destino?

### 30. The Damnation of Pythos (La dannazione di Pythos)
In seguito al Massacro avvenuto nel Punto di Atterraggio su Isstvan V, una malconcia e insanguinata forza di Mani di Ferro, Guardia del Corvo e Salamandre si raggruppa su un apparentemente insignificante mondo assassino. Respingendo ogni attacco di ogni possibile creature mostruosa, la litigiosa alleanza trova la speranza, nella forma di rifugiati umani in fuga dalla guerra crescente, ed alla deriva sulle maree del Warp. Ma anche quando gli Space Marine si ritagliano un santuario nelle giungle di Pythos, un'ombra cresce e minaccia di consumarli tutti.

### 31. Legacies of Betrayal (Eredità di un Tradimento)
Solo da un grande conflitto possono nascere veri eroi. Con la galassia in fiamme e una guerra diffusa su una scala inimmaginabile che distrugge l'Imperium, campioni della luce e dell'oscurità si avventurano in innumerevoli campi di battaglia al servizio dei loro padroni. Non chiedono di essere ricordati o di avere una ricompensa, semplicemente chiedono di affrontare il loro destino a testa alta, e solo abbracciandolo giungeranno ad capire ciò che un misterioso futuro potrebbe ancora riservare per loro. Questa è un'antologia di Horus Heresy di diciotto racconti di autori come Graham McNeill, Aaron Dembski-Bowden, Nick Kyme e molti altri.

### 32. Deathfire (Fuoco mortale)
Vulkan è sepolto al di sotto della Fortezza di Era, eppure molti dei suoi figli si rifiutano ancora di credere che sia veramente morto. Dopo un apparentemente miracoloso salvataggio degli Ultramarine, Artellus Numeon, un tempo capitano della Guardia della Pire, esorta le altre Salamandre su Macragge a lasciare l'Imperium Secundus e riportare il corpo del loro primarca nel mondo di Nocturne, per rinascere tra le fiamme del Monte Deathfire. Ma Numeon rimugina all'infinito i suoi dubbi e le sue paure sul futuro della Legione, mentre i loro nemici cercano di ritagliarsi nuovi destini.

### 33. War Without End (Guerra senza fine)
La visione dell'Imperatore dell'ascendente dell'umanità giace a brandelli. La Grande Crociata non è altro che un ricordo sbiadito. Il sogno di Unity è finito. Ma con la ribellione di Horus che si diffonde in ogni angolo dell'Imperium e una guerra che inghiotte nuovi mondi e sistemi quasi ogni giorno, molti si chiedonoː tutte queste avvisaglie non potevano essere viste tutte insieme? In questi tempi bui, solo una cosa è certa: la galassia non conoscerà mai più la pace, non in questa vita od in mille altre.

### 34. Pharos (Pharos)
Con il nobile imperatore Sanguinius che governa da Macragge, l'Imperium Secundus si erge come un faro solitario di speranza, anche se le forze del Maestro della Guerra continuano a devastare il resto della galassia. Roboute Guilliman, ancora Maestro di Ultramar, ha convinto suo fratello che la Terra è caduta e che il misterioso Monte Pharos a Sotha è ora la chiave per il futuro dell'umanità. Ma i Signori della Notte, quei figli crudeli e spietati di Konrad Curze, stanno tramando nell'ombra e si preparano a lanciare il loro attacco a lungo pianificato sullo stesso Pharos.

### 35. Eye of Terra (L'occhio della Terra)
La galassia brucia al comando di Horus, ad ogni istante un miliardo di vite in più si perdono, anche se non sempre è stato così. Una volta, per la forza delle Legioni degli Space Marine, il titolo di Maestro della Guerra rappresentava onore, lealtà e un fiero orgoglio. Forse, seguendo sia la miriade di linee del destino che le sfide già intessute intorno ai primari e ai loro figli, potranno ancora giungere a comprendere l'amarezza che può divorare anche le anime più salde. Questo romanzo comprende anche la novella 'Aureliana' che rivisita il pellegrinaggio di Lorgar all'interno dell'Occhio del Terrore, ed esamina proprio ciò che potrebbe convincere un vero servitore dell'Imperatore ad abbracciare nuovamente i poteri del Caos.

### 36. The Path of Heaven (Il sentiero verso il Paradiso)
I poteri del Caos si rivelano pienamente, mentre l'Eresia di Horus sfiora la Terra. Per troppo tempo la V Legione è andata oltre la visione del più vasto Imperium, rimanendo all'oscuro della ribellione del Maestro della Guerra e del conflitto, che inevitabilmente ha seguito. Solo una volta che il loro primarca, Jaghatai Khan, si era convinto che il sentiero davanti a loro era giusto e vero, le Cicatrici Bianche sceglievano una parte, portando, su ogni fronte, la lotta ai traditori. Ma, quattro anni dopo, lo spirito libero della Legione venne infranto dall'implacabile guerra di attrito contro la Guardia della Morte e i Figli dell'Imperatore. Se devono prendere parte alla battaglia finale apocalittica, i Tempestari di Khan devono trovare una via libera verso la Terra.

### 37. The Silent War (La Guerra Silenziosa)
Questo trentasettesimo libro, è un'antologia di racconti sulle missioni segrete alla base dell'intera serie Horus Heresy. Mentre le forze lealiste e traditrici si scontrano su mille campi di battaglia attraverso la galassia, nell'ombra viene combattuto un tipo di guerra molto diverso. Rogal Dorn e la sua Legione si preparano a difendere il Sistema Solare contro gli eserciti del Maestro della Guerra Horus, anche se Malcador il Sigillita incarica i suoi numerosi agenti e spie a svolgere missioni della massima segretezza. Il futuro dell'Imperium venne plasmato da mani invisibili... Questa antologia di Horus Heresy contiene quattordici storie di alcuni dei migliori autori della Black Library, tra cui James Swallow, Chris Wraight, John French, Anthony Reynolds e molti altri.

### 38. Angels of Caliban (Angeli di Caliban)
Due Primarchi rivali si scontrano per l'ultima volta. Con gli Angeli Oscuri sparsi in cento sistemi, il primarca Leone El'Jonson si erge a Lord Protettore di Ultramar, anche se i suoi veri motivi sono noti a pochi, e vecchie rivalità sul mondo interno minacciano di dividere la Legione a metà. Ma quando si parla dell'attacco dei Signori della Notte a Sotha, le azioni brutali del Leone riportano l'Imperium Secundus sull'orlo della guerra civile. Nemmeno i più temibili guerrieri dei Signori della Notte, né alcun segreto arcano dell'Ordine, possono garantire la vittoria chiunque si metta contro i suoi fedeli fratelli.

### 39. Praetorian of Dorn (I pretoriani di Dorn)
L'eresia di Horus raggiunge il sistema solare, le difese di Rogal Dorn e dei suoi Magli Imperiali terranno contro l'assalto? Richiamato dalla Grande Crociata dopo Ullanor, Rogal Dorn e la VII Legione furono nominate come pretori dell'Imperatore, ma, solo dopo la rivelazione del tradimento del Maestro Calore, la piena portata di quel sacro dovere divenne evidente. Ora, il sistema solare venne attaccato, per la prima volta dall'inizio della guerra, e molte delle difese apparentemente inespugnabili, messe in atto dai Magli Imperiali, si rivelarono inadeguate. Con tutti gli occhi fissi su questa nuova minaccia oltre le porte di Terra, chi proteggerà Dorn dal nemico al suo interno?

### 40. Corax (Corax)
Mentre l'eresia di Horus avanzava inesorabile, il primarca Corax della Raven Guard e i resti della sua Legione un tempo potente, decidono di dare inizio ad una guerra completamente diversa, liberare mondi oppressi da forze traditrici. Dopo Isstvan e dopo la consegna, la Reven Guard ancora resisteva. Il loro primarca, Corvus Corax, ha radunato innumerevoli guerrieri, colpendo e inducendo le forze del Signore della Guerra in ritirata su ogni fronte, dalle eretiche degenerate del Mechanicum, ai legionari crudeli dei figli di Horus, nessuno potrà sfuggire alla sua ira. Ma anche se Corax è riuscito a bloccare la corruzione fisica dei suoi stessi Space Marines, che dire del loro spirito? E quale fine sinistro deve attendere coloro che dimorano per sempre nelle tenebre? Questa antologia contiene tutti i racconti di Gav Thorpe della Raven Guard nell'eresia Horus - i romanzi Soulforge e Ravenlord, insieme con i racconti 'Gli ombreggiatori', 'Il valore della paura' e 'Raptor'. È inclusa anche la nuovissima novella Weregeld, che porta a una triste conclusione la leggenda di Corax.

### 41. The Master of Mankind (Il Maestro dell'Umanità)
Nel momento in cui la ribellione di Horus imperversava in tutta la galassia, sotto il Palazzo Imperiale si svolgeva una guerra molto diversa. La Guardia Custode dei Diecimila, insieme alle Suore del Silenzio, alle forze del Meccanico e del Generale Kane, combattono per controllare i punti nexus dell'antica Webway Eldar più vicini a Terra, dopo l'intrusione di Magnus il Rosso, infestati da entità demoniache. Ma insieme ai Legionari traditori e corrotti e i Titani da Battaglia, ora annoverati tra le forze del Caos, si stava stringendo il cappio intorno al trono mondo, e nessuno, tranne l'imperatore stesso poteva sperare di prevalere.

### 42. Garro (Garro)
Dall'ombra di una guerra silenziosa emerse un eroe. Vestito di grigio, un guerriero errante della Legione Astartes si inginocchiava davanti al reggente della Terra, accettando un nuovo e solenne incarico: Capitano di Battaglia Garro, un tempo comandante dell'Eisenstein, ora Agente Primus di Malcador il Sigillita. Dalla desolazione di Isstvan, alle sale dello stesso Palazzo Imperiale, Primus si pone come modello di lealtà e protettore degli innocenti, sempre pronto a colpire i traditori alleati del Warmaster. Ma Garro sta percorrendo un suo sentiero che può indurlo a interrogarsi sul proprio ruolo nell'Impero... e se anche lui dovesse vacillare? Questa antologia contiene i seguenti racconti: Oath of Moment, Legion of One, Burden of Duty, Sword of Truth, Shield of Lies, Oath of Fealty e Vow of Faith tutti di James Swallow.

### 43. Shattered Legions (Legioni distrutte)
Dopo il massacro su Isstvan V, i resti sparsi di tre legioni formarono una forza di guerriglia unita, impegnata a rallentare l'avanzata di Horus verso la Terra. I dieci racconti di questo volume descrivono storie di eccezionale eroismo delle Shattered Legions. Quasi sull'orlo dell'autodistruzione a Isstvan V, le Mani di Ferro ora cercano la vendetta per l'omicidio del loro primarca, Ferrus Manus. Radunando i sopravvissuti dalla Guardia del Corvo e dalle Salamandre a bordo di qualsiasi nave in grado di viaggiare a curvatura, le Shattered Legions intraprendono, attraverso la galassia, una nuova campagna di annientamento contro le forze traditrici, una campagna guidata dal leggendario guerriero Shadrak Meduson.
(Questa antologia contiene tutte le storie che puoi leggere tra il libro 34 e il 35, ora presentato come parte della grande saga, essendo il libro 43)

### 44. The Crimson King (Il Re Cremisi)
Dopo aver raso al suolo Prospero, Magno il Rosso condusse i Mille Figli fino al Pianeta degli Stregoni, pianeta senza nome, situato nel profondo Occhio del Terrore. Lontano dalle preoccupazioni della galassia, dedicò la sua vuota esistenza alla conservazione di tutte le conoscenze, una volta detenute nelle grandi biblioteche di Tizca. Ma i suoi figli furono testimoni del cambiamento nel loro primarca: un'anima spezzata, la cui mente e i ricordi stavano scivolando via nel tumulto dell'ordito. Solo tornando alle scene dei suoi più grandi trionfi e tragedie si poteva sperare di guarirlo, permettendo al Re Cremisi di essere incoronato di nuovo imperatore delle potenze decadute. 

### 45. Tallarn: War for a Dead World (Tallarnː Guerra per un Mondo Morto)
Nel corso della dominazione galattica del Maestro della Guerra, i suoi generali cercavano nuovi campi di battaglia da conquistare. Dopo aver lasciato il mondo Crone di Iydris, Perturabo colpisce Tallarn. Il primarca,  duro e vendicativo, signore dei guerrieri di ferro, scatena un bombardamento mortale contro il mondo, uccidendo milioni di persone, ma radunando contemporaneamente i sopravvissuti. Ne consegue un conflitto brutale e totalizzante, il più devastante della guerra, conflitto che afflisse tutti i combattenti per più di un anno di implacabili battaglie. Ma le ragioni di Perturabo per l'attacco erano più che scatenare la distruzione punitiva contro l'Impero, aveva in mente un piano oscuro... 
(Questa antologia contiene tutti i racconti che si possono leggere tra il libro 23 e il 24, ora presentati come parte della grande saga, essendo il libro 45)

### 46. Riunstorm: Destinity unwritten... (Ruinstornː un Destino mai scritto)
L'Imperium Secundus viene rivelato quale follia eretica. La Terra non è caduta, anche se rimane inaccessibile. Sanguinius, Guilliman e il Leone El'Johnson, i primarchi del Triumvirato, devono raggiungere la Terra a tutti i costi. Cercano di difendere l'imperatore per espiare i loro peccati. Ma la tempesta della rovina vasta come una galassia, nasconde il mondo ai primarchi. Ora, le flotte di tre legioni, partono da Macragge, e i primarchi non si fermeranno davanti a nulla per superare la tempesta della rovina. Eppure un nemico insidioso osserva ogni loro mossa, e complotta contro le debolezze dei figli erranti dell'imperatore. Ognuno ha la sua tempesta interiore, e marcia verso la propria rovina.

### 47. Old Earth: To the Gates of Terra (Terra anticaː sulla Soglia della Terra)
Rinato nel corpo e nello spirito sotto il monte Deathfire, il primarca Vulkan raccoglie i suoi figli più fidati per prepararsi al momento finale del suo viaggio. Le legioni sconfitte ad Isstvan V hanno bloccato l'avanzata del Maestro della Guerra in tutta la galassia, ma l'alleanza tra le Mani di Ferro, le Salamandre e la Guardia del Corvo, mostrava i primi segni di un cedimento, insieme a misteriose voci sul ritorno di Ferrus Manus. Ossessionato da un senso di un destino mai realizzato, Vulkan deve scegliere tra il suo desiderio di vendetta, o seguire il suo destino appena compreso, fino allo stessa Sacra Terra.

## Personaggi della serie
Nella lunga serie di romanzi (in corso) che costituiscono la saga della "The Horus Heresy", sono presentati tutti i Primarchi ai tempi del XXXI° millennio, le loro Legioni degli Space Marine e tanti altri personaggi appartenenti o no, all'Imperium. Di seguito è indicata la lista dei personaggi che appaiono nei libri e una breve descrizione del loro ruolo nel grande affresco dell'Eresia di Horus. Alcuni personaggi potrebbero essere posizionati in più di una categoria, ma questa lista riporta i personaggi nelle categorie in cui vengono presentati all'inizio dei romanzi.

### I legione: angeli oscuri
Lion El'Jonson: Primarca della Legione degli Angeli Oscuri.
Luther: Vicecomandante della Legione degli Angeli Oscuri e Governatore di Caliban. Nonostante le sue alte cariche, invidioso del suo Primarca, si rivolterà contro Lion El'Jonson, causando lo storico scisma della Legione degli Angeli Oscuri.
Merir Astelan: Maestro Capitano degli Angeli Oscuri.
Israfael: Capo Bibliotecario della Legione degli Angeli Oscuri.
Hadariel: Maestro Capitano della 22ª Compagnia.
Zahariel El'Zurias: Marine della 22ª Compagnia della Legione degli Angeli Oscuri. Grazie alle sue latenti capacità psioniche diventerà un Bibliotecario degli Angeli Oscuri.
Nemiel: Cappellano della 22ª Compagnia, amico di Zahariel.
Lord Cypher: Nel 21º Millennio indicava un'alta carica all'interno della Legione degli Angeli Oscuri. Nel 41º Millennio è il nome (e il titolo) del primo e più ricercato dei "Caduti". Il ruolo è ricoperto da più personaggi durante la serie.
Kohl: Sergente Veterano.
Askelon: Techmarine, membro della squadra veterana di Kohl.
Marthes: membro della squadra veterana di Kohl.
Vardus: membro della squadra veterana di Kohl.
Ephrial: membro della squadra veterana di Kohl.
Yung: membro della squadra veterana di Kohl.
Cortus: membro della squadra veterana di Kohl.
Titus: Dreadnought.
Attias: Veterano di Sarosh.

### III legione: figli dell'imperatore
Fulgrim: Primarca della Legione dei Figli dell'Imperatore.
Eidolon: Lord Comandante ai diretti ordini del Primarca Fulgrim.
Vespasian: Lord Comandanti dei Figli dell'Imperatore, ai diretti ordini del Primarca Fulgrim, è assegnato alla 28ª Flotta di Spedizione. Descritto come avente carattere assolutamente leale e con alti valori morali, in netto contrasto con l'altro Lord Comandante della Legione dei Figli dell'Imperatore Eidolon.
Illois: Lord Comandante dei Figli dell'Imperatore, ai diretti ordini del Primarca Fulgrim, morto durante la Grande Crociata.
Teliosa: Lord Comandante dei Figli dell'Imperatore, ai diretti ordini del Primarca Fulgrim, morto durante la Grande Crociata.
Fabius Bile: Capo Apotecario dei Figli dell'Imperatore.
Rylanor: Custode dei Riti dei Figli dell'Imperatore, dopo aver servito nella Grande Crociata fu ferito in battaglia contro gli Eldar qualche decennio prima dell'Inizio dell'Eresia di Horus e venne esumato in un Dreadnought. Anche in questa nuova forma Rylanor ha continuato a servire come Custode dei Riti della Legione. Normalmente è di stanza a bordo della nave Andronius.
Julius Kaesoron: Capitano della 1ª Compagnia dei Figli dell'Imperatore.
Solomon Demeter: Capitano della 2ª Compagnia dei Figli dell'Imperatore.
Marius Vairosean: Capitano della 3ª Compagnia dei Figli dell'Imperatore.
Saul Tarvitz: Capitano della 10ª Compagnia dei Figli dell'Imperatore. Lealista.
Lucius: Capitano della 13ª Compagnia dei Figli dell'Imperatore.
Charmosian: Cappellano della 18ª Compagnia dei Figli dell'Imperatore. È stato decapitato da Lucius durante gli eventi di Isstvan III.
Gaius Caphen: Secondo in comando di Solomon Demeter.
Lycaon: scudiero di Julius Kaesoron.

### IV legione: guerrieri di ferro
Perturabo: Primarca della Legione dei Guerrieri di Ferro.
Forrix: Primo Capitano dei Guerrieri di Ferro.
Erasmus Golg: Capitano dell'11ª Compagnia dei Guerrieri di Ferro.
Harkor: Capitano della 23ª Compagnia dei Guerrieri di Ferro.

### V legione: furie bianche
Jaghatai Khan: Primarca della Legione delle Furie Bianche.
Hasik Khan - Capitano (Khan) della Fratellanza della Pietra.
Jemulan Khan - Capitano (Khan) della Fratellanza della Terra.
Shiban Khan: - Capitano (Khan) della Fratellanza della Tempesta.
Torghun Khan: - Capitano (Khan) della Fratellanza della Luna.
Targutai Yesugei: - Capo Bibliotecario delle Furie Bianche (Sacerdote della Tempesta).
Qin Xa: - Comandante del Keshig, le 12 Guardie del Corpo del Gran Khan Jaghatai.
Shang Khan: Leader della Forza di Spedizione "Portatori" delle Furie Bianche.

### VI legione: lupi siderali
Leman Russ: Primarca della Legione dei Lupi Siderali.
Gunnar Gunnhilt: Lord Lupo della 1ª Grande Compagnia, l'equivalente di un Primo Capitano delle altre Legioni.
Ogvai Ogvai Helmschrot: Lord Lupo della 3ª Grande Compagnia.
Hvarl Red-Blade: Lord Lupo della 4ª Grande Compagnia.
Amlodhi Skarssen Skarssensson: Lord Lupo della 5ª Grande Compagnia.
Ohthere Wyrdmake: Sacerdote delle Rune della 6ª Grande Compagnia.
Jorin Bloodhowl: Lord Lupo della 13ª Grande Compagnia.
Bulveye: Nuovo Lord Lupo della 13ª Grande Compagnia dopo la morte del Lord Lupo Jorin Bloodhowl.
Torvald: Sacerdote delle Rune della 13ª Grande Compagnia.
Brynngar Sturmdreng: Capitano della Guardia del Lupo.
Bjorn: Membro della Guardia del Lupo del Primarca Leman Russ.
Freyr: Sergente delle Lunghezanne.
Brynngar: Capitano.
Rujveld: Confratello.

### VII legione: magli imperiali
Rogal Dorn: Primarca della Legione dei Magli Imperiali, viene assegnato insieme alla sua Legione come guardia del corpo dell'Imperatore sulla Terra e incaricato di fortificare il Palazzo Imperiale. Durante l'Eresia di Horus, Rogal Dorn e i suoi Magli Imperiali resteranno fedeli all'Imperatore imbastendo un'eroica difesa che entrerà nella leggenda.
Sigismund: Capitano della 1ª Compagnia dei Magli Imperiali, durante l'assedio al Palazzo Imperiale sarà nominato Campione dell'Imperatore. Al termine dell'Eresia di Horus sarà il primo Alto Lord Maresciallo del nuovo Capitolo di Space Marine successore dei Magli Imperiali: i Templari Neri.
Halbrecht: Capitano della 2ª Compagnia dei Magli Imperiali. È descritto avere un volto affilato e un cranio rasato. Halbrecht è a bordo della Nave da Battaglia Phalanx dei Magli Imperiali quando l'Incrociatore Eisenstein viene intercettato con a bordo gli Space Marine lealisti sopravvissuti delle Legioni Traditrici.
Efried: Capitano della 3ª Compagnia dei Magli Imperiali, insieme a Sigismund è uno dei più fidati consiglieri del Primarca Rogal Dorn.
Camba-Diaz: Capitano della 4ª Compagnia dei Magli Imperiali.
Demetrius Katafalque: Capitano della 344ª Compagnia dei Magli Imperiali.
Alexis Polux: Capitano della 405ª Compagnia della Legione dei Magli Imperiali. Grande stratega e molto saggio, al termine dell'Eresia di Horus sarà scelto da Rogal Dorn come Primo Gran Maestro dei Magli Scarlatti, uno dei Capitoli Successori dei Magli Imperiali.

### VIII legione: signori della notte
Konrad Curze: Primarca della Legione dei Signori della Notte.
Jago "Sevatar" Sevatarion: Jago Sevatarion, noto anche come "Sevatar" e "Principe di Corvi", fu il Primo Capitano dei Signori della Notte, Comandante dell'Atramentar. Nativo di Nostramano, pianeta natale della Legione. Era il primo consigliere del Primarca Konrad Curze. Sevatar venne considerato come uno dei più pericolosi Space Marine del suo tempo, paragonabile come capacità e maestria al Primo Capitano Ezekyle Abaddon dei Figli di Horus, il Lord Comandante Eidolon dei Figli dell'Imperatore, e Raldoron Primo Capitano degli Angeli Sanguinari.
Zso Sahaal: Diventa Primo Capitano della Legione dei Signori della Notte dopo la morte di Sevatar.
Halasker: Capitano della 3ª Compagnia dei Signori della Notte.
Malithos Kuln: Capitano della 9ª Compagnia dei Signori della Notte.
Malcharion: Capitano della 10ª Compagnia dei Signori della Notte.
Naraka: Capitano della 13ª Compagnia dei Signori della Notte.
Var Jahan: Capitano della 27ª Compagnia dei Signori della Notte.
Fel Zharost: Capo Bibliotecario della Legione dei Signori della Notte.
Orrin Valzen: Capo Apotecario della Legione dei Signori della Notte.

### IX legione: angeli sanguinari
Sanguinius: Primarca della Legione degli Angeli Sanguinari.
Azkaellon: Capitano della Guardia Sanguinaria, la Guardia del Corpo del Primarca
Raldoron: Primo Capitano degli Angeli Sanguinari, Maestro del Capitolo.
Nassir Amit: Capitano della 5ª Compagnia degli Angeli Sanguinari. Impulsivo ma molto acuto. Al termine dell'Eresia di Horus, durante la Seconda Fondazione, diventerà il primo Maestro Capitolare dei Supplizianti.
Furio: Capitano della 9ª Compagnia degli Angeli Sanguinari.
Meros: Apotecario della 9ª Compagnia degli Angeli Sanguinari.
Vitus Salicar: Capitano della 16ª Compagnia degli Angeli Sanguinari.
Zephon: Guerriero della Schiera Crociata.

### X legione: mani di ferro
Ferrus Manus: Primarca della Legione delle Mani di Ferro.
Gabriel Santor: Primo Capitano delle Mani di Ferro.
Captai Balhaan: Capitano della nave Ferrum.

### XII legione: divoratori di mondi
Angron: Primarca della Legione dei Divoratori di Mondi.
Ghreer: Maestro della Legione dei Divoratori di Mondi, Comandante dei Mastini da Guerra, verrà ucciso da Angron.
Kunnar: Primo Capitano dei Divoratori di Mondi, verrà ucciso da Angron.
Shinnargen: Capitano della 2ª Compagnia dei Divoratori di Mondi, verrà ucciso da Angron.
Khârn: Capitano dell'8ª Compagnia d'Assalto dei Divoratori di Mondi. Guerriero feroce e impavido, è un assassino nato. Abbraccia la ribellione del suo Primarca Angron al fianco del Signore della Guerra Horus, e, durante l'Assedio al Palazzo Imperiale sulla Terra, sarà il primo Marine Traditore a mettere piede nel Palazzo durante l'attacco.
Skraal: Capitano dei Divoratori di Mondi. Compare nel romanzo "Battle for the Abyss". È uno dei pochi Divoratori di Mondi a rimanere leale alla causa dell'Imperatore. Nel romanzo, prima di venire ucciso, elimina dozzine di Marine traditori della Legione dei Predicatori. 
Ehrlen:  Marine appartenente ai Divoratori dei Mondi, lealista, prese parte all'attacco su Isstvan III. Condusse una divisione di fedelissimi Divoratori di Mondi verso il Palazzo dei "Direttori del Coro", cercando di fermarli, e con i suoi compagni li uccidono quasi tutti. Ehrlen fu avvertito dal Capitano Tarvitz dei Figli dell'Imperatore del tradimento in atto e nel tentativo di farli nascondere nei Bunker prima del bombardamento orbitale, ma, a causa della loro distanza dai Bunker non riuscirono a raggiungerlo in tempo. Ehrlen guida pertanto il contrattacco contro le forze del suo stesso Primarca Angron, dove si presuppone sia stato ucciso per mano dei suoi fratelli traditori.

### XIII legione: ultramarine
Roboute Guilliman: Primarca della Legione degli Ultramarine.
Marius Gage: Primo Capitano degli Ultramarine.
Remus Ventanus: Capitano della 4ª Compagnia degli Ultramarine.
Cestus: Capitano e comandante della flotta, 7ª Compagnia.
Antiges: Confratello della Guardia d'Onore.
Saphrax: Stendardiere della Guardia d'Onore.
Laeradis: Apotecario della Guardia d'Onore.
Valentus Dolor: Tetrarca di Ultramar (Occluda), Campione del Primarca.
Titus Prayto: Maestro della Presidenza Centuria, Librarius.
Sergio: Epistolario.
Adallus: Capitano della 199ª Compagnia "Aegida" degli Ultramarine.
Promus: Capo Bibliotecario degli Ultramarine.
Hespatian: Primus Medicae.
Taricus: Apotecario.
Genus: Vessillario.
Odillio: Sergente.
Achamenides: Sergente.
Solus: Sergente.
Arkus: Sergente, LC° Coorte Esploratrice, Compagnia "Aegida"

### XIV legione: guardia della morte
Mortarion: Primarca della Legione della Guardia della Morte.
Calas Typhon: Primo Capitano della Guardia della Morte. Abbraccerà con spirito di dedizione la ribellione del suo Primarca Mortarion al fianco del Signore della Guerra Horus.
Ignatius Grulgor: Capitano della 2ª Compagnia della Guardia della Morte, tradirà l'Imperatore al fianco del proprio Primarca Mortarion e, dopo l'Eresia, ascenderà al rango di Principe Demone.
Ullis Temeter: Capitano della 4ª Compagnia della Guardia della Morte, rimane fedele all'Imperatore, per cui viene inviato su Isstvan III. Stranamente, tutta la sua Compagnia è inviata su Isstvan, non solo un paio di squadre, come di solito sarebbe successo per le altre Compagnie. Probabilmente è dovuto al fatto che tutti i membri della 4ª Compagnia erano di origine terrestre, anziché di Barbarus. Temeter muore durante il bombardamento virale di Isstvan III.
Nathaniel Garro: Capitano della 7ª Compagnia della Guardia della Morte. Marine, rimane lealista e guida i fuggitivi della Legione sulla fregata Eisenstein per avvisare l'Imperium del pericolo costituito da Horus e dalla sua ribellione. Dopo aver compiuto la sua missione, abbandona la Guardia della Morte e diventa l'Agenta Primus di Malcador il Sigillita, il primo Cavaliere Errante.
Meric Voyen: Apotecario della 7ª Compagnia della Guardia della Morte, membro della Squadra Comando del Capitano Garro. Come il suo Capitano, resta fedele all'Imperatore. Anche se in seguito rinuncerà ai suoi giuramenti di Space Marine per cercare una cura alla corruzione di Nurgle.
Andus Hakur: Sergente Veterano della 7ª Compagnia della Guardia della Morte. Fugge con Garro sulla Eisenstein.
Tollen Sender: Legionario della 7ª Compagnia della Guardia della Morte. Fugge con Garro sulla Eisenstein.
Pyr Rahl: Legionario della 7ª Compagnia della Guardia della Morte. Fugge con Garro sulla Eisenstein.
Solun Decius: Legionario della 7ª Compagnia della Morte. Fugge con Garro sulla Eisenstein, ma sulla Luna viene colpito dalla corruzione di Nurgle e si trasforma in un demone chiamato Signore delle Mosche, venendo abbattuto dopo aver causato diverse morti.
Kaleb Arin: huscarl di Nathaniel Garro.

### XV legione: stirpe dei mille
Magnus il Rosso: Primarca della Legione della Stirpe dei Mille.
Ahzek Ahriman: Capo Bibliotecario, Magister Templi del Tempio Corvidae.
Ankhu Anen: Guardiano della Grande Biblioteca, membro del Tempio Corvidae.
Amon: Capitano della 9ª Compagnia, Scudiero del Primarca, membro del Tempio Corvidae.
Khalophis: Capitano della 6ª Compagnia, Magister Templi del Tempio Pyrae.
Auramagma: Capitano dell'8ª Compagnia, membro del Tempio Pyrae.
Hathor Maat: Capitano della 3ª Compagnia, Magister Templi del Tempio Pavoni.
Baleq Uthizzar: Capitano della 5ª Compagnia. Magister Templi del Tempio Athanaeans.
Phosis T'kar: Capitano della 2ª Compagnia, Magister Templi del Tempio Raptora.
Phael Toron: Capitano della 7ª Compagnia, membro del Tempio Raptora.
Mhotep: Sergente e capitano della flotta, Waning Moon.

### XVI legione: Lupi della Luna (poi rinominati Figli DI Horus)
Horus Lupercal: Primarca della Legione dei Lupi della Luna, Signore della Guerra. L'Eresia di Horus porta il suo nome, in quanto ne sarà il comandante supremo.
Ezekyle Abaddon: Primo Capitano del Lupi della Luna. È uno dei quattro membri del Mournival, il gruppo di consiglieri personali di Horus. Allo scoppio dell'Eresia abbraccerà la ribellione del suo Primarca con entusiasmo e diventerà uno dei più acerrimi nemici del genere umano.
Tarik Torgaddon: Capitano della 2ª Compagnia dei Lupi della Luna, famoso per il suo spiccato senso dell'umorismo e le sue altissime capacità di comando. È uno dei quattro membri del Mournival. Allo scoppio dell'Eresia resterà fedele all'Imperatore e per questo sarà ucciso da Horus Aximand, Capitano della 5ª Compagnia dei Lupi della Luna, su Isstvan III. Due parti della sua anima fanno fini diverse. Una parte viene usata da Erebus per evocare un demone durante la Battaglia di Calth, mentre un'altra riesce a contattare Loken dopo il recupero di quest'ultimo da parte di Garro. Grazie al breve discorso con questo spirito, Loken torna a combattere unendosi ai Cavalieri Erranti di Malcador.
Iacton Qruze: detto "il Mal Inteso", Capitano della 3ª Compagnia dei Lupi della Luna. Iacton è un vecchio Space Marine veterano, al servizio della Legione di Horus, quasi dalla sua fondazione. È considerato molto saggio, sia da Horus che da tutti i Marine della sua Legione. Durante l'Eresia di Horus è uno dei Marine a rimanere leale alla causa dell'Imperatore, per cui aiuta, sia il Capitano Garviel Loken della 10ª Compagnia dei Lupi della Luna, che il Capitano Nathaniel Garro della 7ª Compagnia della Guardia della Morte a fuggire con la fregata Eisenstein per avvisare l'Imperium del pericolo costituito da Horus. Dopo essere tornato sulla Terra, si unisce ai Cavalieri Erranti per compiere una breve operazione su Caliban insieme a Loken al fine di scoprire da che parte stessero gli Angeli Oscuri, poi si unisce alla missione comandata da Garviel Loken atta ad infiltrarsi nello Spirito Vendicativo per assassinare Horus. Perde la vita alla fine di questa missione.
Hastur Sejanus: Era il Capitano della 4ª Compagnia dei Lupi della Luna e membro del Mournival. Viene inviato da Horus come ambasciatore presso un mondo non annesso all'Imperium e lì viene brutalmente assassinato. La sua morte scatenerà l'intervento militare dei Lupi della Luna sul mondo ribelle. Horus era molto affezionato a Sejanus e dopo la sua morte ne rimpiazzerà il posto vacante nel Mournival con Garviel Loken, Capitano della 10ª Compagnia.
Horus Aximand: Capitano della 5ª Compagnia dei Lupi della Luna e uno dei quattro membri del Mournival. Inizialmente molto fedele all'Imperatore, passerà dalla parte dei rivoltosi restando fedele al suo Primarca. La sua somiglianza con Horus ha fatto sì che gli venisse attribuito l'appellativo di “Piccolo Horus”. Ucciderà Tarik Torgaddon, Capitano della 2ª Compagnia dei Lupi della Luna, durante la ribellione di Isstvan III, anche se sarà evidente il suo rammarico per gli eventi che si stanno svolgendo. Durante l'Eresia il suo volto viene sfigurato da una Furia Bianca, facendogli perdere qualsiasi somiglianza con Horus.
Serghar Targost: Capitano della 7ª Compagnia dei Lupi della Luna.
Garviel Loken: Protagonista dei primi romanzi della “The Horus Heresy” è il Capitano della 10ª Compagnia dei Lupi della Luna. Entra a far parte del Mournival nel primo romanzo della serie (Horus Rising) ed è considerato dallo stesso Horus una grande mente analitica e ponderata. Allo scoppio dell'Eresia di Horus resta leale alla causa dell'Imperatore e per questo sta per essere ucciso da Abaddon… tuttavia il crollo dell'edificio in cui combattono su Isstvan III sembra segnare la sua fine. In realtà sarà recuperato dai Cavalieri Erranti Nathaniel Garro, Macer Varren e Tylos Rubio.
Luc Sedirae: Capitano della 13ª Compagnia dei Lupi della Luna. Durante la sottomissione oscura di Dagonet, Sedirae scende sul pianeta come sostituto di Horus. Un gruppo di sei assassini organizza un assassinio e solo dopo aver ucciso Sedirae con un proiettile nel cranio si accorgono di aver preso il bersaglio sbagliato.
Tybalt Marr: detto "l'Uno", Capitano della 18ª Compagnia dei Lupi della Luna.
Verulam Moy: detto "l'Altro" Capitano della 19ª Compagnia dei Lupi della Luna, ha un legame di fratellanza con Tybalt Marr, Capitano della 18ª Compagnia. Le due formazioni hanno sempre combattuto insieme ed in perfetta sinergia ed è strano pertanto notare lo schieramento messo in atto da Hours sul primo romanzo in un Attacco di Lancia dove impiega solo la 19ª Compagnia e non la 18°. Verulam Moy viene ucciso nel romanzo False Gods, la sua morte porterà un rammaricato Tybalt Marr a partecipare al rituale delle Logge di Davin e alla sua conseguente contaminazione al Caos.
Lev Goshen: Capitano della 25ª Compagnia dei Lupi della Luna.
Nero Vipus: Uno dei Sergenti della 10ª Compagnia dei Lupi della Luna al comando del Capitano Garviel Loken di cui è anche il migliore amico. Come il suo Capitano resta leale all'Imperatore. Si crede sia stato ucciso durante i combattimenti su Isstvan III.
Xayver Jubal: Uno dei Sergenti della 10ª Compagnia dei Lupi della Luna al comando del Capitano Garviel Loken. Nella storia è il primo Space Marine che si conosca a cadere vittima dei poteri del Caos e a essere posseduto da un demone. I poteri perniciosi trovano una facile strada nel suo animo grazie alla sua irritazione dopo che Garviel Loken promuove il Sergente Nero Vipus suo secondo in comando anziché lui. Farà strage della sua squadra e sarà abbattuto solo dopo un duro combattimento.
Kalus Ekaddon: Sergente comandante della Squadra "Predoni Catulan", un gruppo d'assalto veterano della 1ª Compagnia dei Lupi della Luna, agli ordini del Primo Capitano Ezekyele Abbadon.
Falkus Kibre: detto "il Creavedove", Sergente comandante della Squadra Terminator Justaerin della 1ª Compagnia dei Lupi della Luna, agli ordini del Primo Capitano Ezekyle Abaddon.
Maloghurst: detto "il Contorto", anziano Space Marine Veterano dei Lupi della Luna, attendente personale del Primarca Horus.
Vaddon: Apotecario della Legione dei Lupi della Luna, fa la sua prima apparizione nel romanzo False Gods. Viene in possesso dell'Anathema (l'arma che ferisce Horus e lo fa cadere vittima dei poteri del Caos) ma l'Apotecario Fabius Bile della Legione dei Figli dell'Imperatore gliela sottrae. Durante l'inizio dell'Eresia di Horus resta leale all'Imperatore e per questo viene ucciso dal Lord Comandante Eidolon dei Figli dell'Imperatore mentre sta cercando di curare il Capitano della 2ª Compagnia dei Figli dell'Imperatore Salomone Demetra.

### XVII legione: predicatori
Lorgar Aurelian: Primarca della Legione dei Predicatori.
Kor Phaeron: Primo Capitano.
Erebus: Primo Cappellano.
Deumos: Maestro del Capitolo Serrated Sun.
Argel Tal: Capitano della 7ª Compagnia d'Assalto.
Xaphen: Cappellano della 7ª Compagnia d'Assalto.
Torgal: Sergente.
Malnor: Sergente.
Dagotal: Sergente.
Kurgis: Marine del 7º Capitolo.
Zadkiel: Capitano della Flotta, Furious Abyss.
Baelanos: Capitano d'Assalto, Furious Abyss.
Ikthalon: Cappellano, Furious Abyss.
Reskiel: Sergente comandante, Furious Abyss.
Malforian: Maestro delle Armi, Furious Abyss.
Ultis: Confratello.

### XVIII legione: salamandre
Vulkan: Primarca della Legione delle Salamandre.
Artellus Numeon: Primo Capitano delle Salamandre. Successivamente promosso al rango di Comandante della Pyra, la Guardia del Corpo del Primarca Vulkan.
Tarsa: un Apotecario della Legione delle Salamandre. Uno dei pochi superstiti del Massacro di Isstvan V.

### XIX legione: guardia del corvo
Corvus Corax: Primarca della Legione della Guardia del Corvo.
Agapito Nev: Capitano della 1ª Compagnia della Guardia del Corvo.
Branne Nev: Capitano della Compagnia Raptors della Guardia del Corvo.
Solaro An: Capitano della Compagnia Aquile della Guardia del Corvo.
Aloni Tev: Capitano della Compagnia Falchi della Guardia del Corvo.
Vincente Sixx: Capo Apotecario della Guardia del Corvo.

### XX legione: legione alfa
Alpharius: Primarca della Legione Alfa.
Omegon: Secondo Primarca della Legione Alfa, gemello di Alpharius. Leader della Squadra Stealth Effrit.
Ingo Pech: Primo Capitano della Legione Alfa.
Mathias Herzog: Capitano della 2ª Compagnia della Legione Alfa.
Sheed Ranko: Capitano, Squadra Terminator Lernaean.

### Mechanicum
Kelbor Hal: Fabricator General di Marte, Maestro della Forgia di Olympus Mons.
Zagreus Kane: Fabricator Locum di Marte, Maestro della Forgia di Mondus Occulum. Successivamente Fabricator General dei lealisti.
Trimejia Diadanei: Fabricator Locum dei lealisti.
Urtzi Malevolus: Maestro della Forgia di Marte.
Lukas Chrom: Maestro della Forgia di Mondus Gamma.
Melgator: Ambasciatore del Mechanicum da Horus Lupercal.
Koriel Zeth: Signora della Città Magma.
Ipluvien Maximal: Maestro della Forgia di Marte.
Semyon: Adepto di Marte.
L'Archimandrite: Executor Principus.
Iosos: Arcicostruttore dei Diecimila.
Arkhan Land: Tecnoarcheologista.
Sapien: Artificimian.
Hieronyma: Magos Domina, Ordo Reductor.
Alpha-Rho 25: Sicarii Protector.
Incarnadine: Conqueror Primus del 9° Manipolo, Coorte Carthage.
Xi-Nu 73: Tecnoprete del 9° Manipolo, Coorte Carthage.
Dalia Cytheria: Trascrittrice. Successivamente Guardiana del Dragone.
Zouche Chahaya: Macchinista.
Severine Delmer: Disegnatrice di schemi.
Mellicin Oster: Supervisore tecnico.
Caxton Torgau: Assemblatore di componenti.
Rho-Mu 31: Protector del Mechanicum.
Remiare: Tecno-prete Assassino.
Jonas Milus: Empate.
Magos Archoi: Maestro della Forgia su Diamat.

### Sorelle del silenzio
Jenetia Krole: Comandante delle Sorelle del Silenzio, "La Regina Senz'anima dell'Imperium".
Amendera Kendel: Cavaliere Oblivion, Squadra Cercastreghe "Pugnale della Tempesta".
Kaeria Casryn: Vigilator, Schiera Volpi d'Acciaio.
Marei Yul: Vigilator, Schiera Dragoni di Fuoco.
Melpomanei: Proloquor della Regina Senz'Anima.
Varonika Sulath: Signora della Flotta Nera.

### Legio custodes
Constantin Valdor: Capitano-Generale dei Custodes.
Amon Tauromachian: Custodes.
Sagittarus Malacque: Custodes dei Moritoi.
Ra Endymion: Tribuno degli Hykanatoi.
Diocletian Coros: Prefetto degli Hykanatoi.
Zhanmadao Ravenar: Prefetto dei Tharanatoi.
Hyaric Ostianus: Custodes dei Kataphraktoi.
Aquillon: Occuli Imperator.
Vendatha: Custodes.
Kalhin: Custodes.
Nirllus: Custodes.
Sythran: Custodes.

### Esercito imperiale
Thaddeus Fayle: Lord Comandante.
Sri Vedt: Uxor Primus del Geno Cinque-Due di Chiliad.
Honen Mu: Uxor del Geno Cinque-Due di Chiliad.
Rukhsana Saiid: Uxor del Geno Cinque-Due di Chiliad.
Hurtado Bronzi: Atamano del Geno Cinque-Due di Chiliad.
Kaido Pius: Atamano del Geno Cinque-Due di Chiliad.
Dimiter Shiban: Atamano del Geno Cinque-Due di Chiliad.
Peto Soneka: Atamano del Geno Cinque-Due di Chiliad.
Franco Boone: Genefrusta del Geno Cinque-Due di Chiliad.
Nitin Dev Major: Generale dello Zanzibari Hort.
Kolmec: Bajolur dello Zanzibari Hort.
Dinas Chayne: Bajolur-Capitano dei Lucifer Blacks.
Eiman: Compagno dei Lucifer Blacks.
Belloc: Compagno dei Lucifer Blacks.
Wilde: Lord del Sesto Torrent di Crescent-Sind.
Chedivè Ismail Sherard: membro degli Outremars.
Gan Karsh: Generale delle Spine di Regnault.
Wilde: Lord del Sesto Torrente di Crescent-Sind.

### 63ª flotta di spedizione imperiale
Boas Comnenus: Maestro della Flotta.
Hektor Varvarus: Lord Comandante dell'Esercito Imperiale.
Ing Mae Sing: Signora degli Astropati.
Erfa Hine Sweq Chorogus: Sommo Anziano del Navis Nobilite.
Regulus: Adepto, inviato del Mechanicum di Marte.

### 140ª flotta di spedizione imperiale
Mathanual August: Maestro della Flotta.

### 301ª flotta di spedizione imperiale
Baloc Torvus: Maestro della Flotta.
Arric Jesmetine: Maggiore, 54º Fanteria Euchar

### 670ª flotta di spedizione imperiale
Jan Van Aunger: Maestro della Flotta.
Teng Namatjira: Lord Comandante dell'Esercito Imperiale.

### Flotta di saturno
Kaminska: Contrammiraglio, Wrathful.
Venkmyer: Maestro al timone, Wrathful.
Orcadus: Navigator principale, Wrathful.

### Legio mortis
Esau Turnet: Princeps di Dies Irae, Titano Imperator.
Moderati Primus Cassar: Membro dell'equipaggio anziano di Dies Irae.
Moderati Primus Aruken: Membro dell'equipaggio anziano di Dies Irae.
Camulos: Princeps di Aquila Ignis.

### Legio tempestus
Indias Cavalerio, il "Signore della Tempesta": Princeps del Titano Warlord Victorix Magna.
Suzak: Princeps del Titano Warlord Tharsis Hastatus.
Mordant: Princeps del Titano Reaver Arcadia Fortis.
Sharaq: Princeps del Titano Reaver Metallus Cebrenia.
Baser: Princeps del Titano Warhound Vulpus Rex.
Kasim: Princeps del Titano Warhound Raptoria.
Lamnos: Princeps del Titano Warhound Astrus Lux.

### Legio xerxes
Amon Jeveth: Princeps.

### Legio ignatum
Nishome Alvarek: Princeps del Scion of Vigilant Light.
Enkir Morova: Princeps del Black Sky.

### Casata vyridion
Jaya d'Arcus: Baronessa della Casata Vyridion, Guardiana di Highrock.
Devram Sevik: Cortigiano, Scion della Casata Vyridion.
Ilara Latharac: Cortigiana, Scion della Casata Vyridion.
Torolec: Sagrestano Apex.

### Casata taranis
Lord Comandante Verticorda: Pilota di Ares Lictor.
Lord Comandante Caturix: Pilota di Gladius Fulmen.
Precettore Stator: Pilota di Fortis Metallum.
Raf Maven: Pilota di Equitos Bellum.
Leopold Cronus: Pilota di Pax Mortis.

### Imperiali
Malcador: Il Sigillita, Reggente della Terra, Primo Gran Maestro degli Assassini e creatore dei Cavalieri Grigi.
Kyril Sindermann: Iterator Primario.
Ignace Karkasy: Rimembrante ufficiale, poeta.
Mersadie Oliton: Rimembrante ufficiale, documentarista.
Euphrati Keeler: Rimembrante ufficiale, Immagista. Successivamente considerata una Santa Imperiale.
Peeter Egon Momus: Architetto designato.
Aenid Rathbone: Sommo Administratrix.
Petronella Vivar: Palatina Majora della Casata Carpinus, una delle figlie di una nobile e ricca famiglia della Terra.
Maggard: guardia del corpo di Petronella.
Lord Comandante Varvarus: Comandante delle forze dell'Esercito Imperiale aggregate alla Legione di Horus.
Baryk Carya: Capitano della fregata Eisenstein.
Racel Vought: Ufficiale esecutivo della fregata Eisenstein.
Tirin Maas: ufficiale vox della fregata Eisenstein.
Serenza d'Angelus: Rimembrante, artista e immagista.
Bequa Kynska: Rimembrante, compositore e armonista.
Ostian Delafour: Rimembrante, scultore.
Coraline Aseneca: attrice di teatro.
Leopold Cadmus: Rimembrante, poeta.
Ormond Braxton: Emissario dell'Amministrazione della Terra.
Evander Tobias: Archivista della nave Orgoglio dell'Imperatore.
Kallista Eris: Storiografa.
Mahavastu Kallimakus: Scrittore Straordinario per Magnus il Rosso.
Camille Shivani: Archeostorica architetturale.
Lemuel Gaumon: Comportamentista sociale.
Yatiri: Leader degli Aghoru.
Skoia: Antenata-oratrice.
Cyrene Valantion: Confessora del Verbo.
Ishaq Kadeen: Immagista.
Absolom Cartik: Astropate personale dell'Occuli Imperator.
Capitano Stenius: Capitano della Invincibile Reason.
Signora Argenta: Astropate della flotta sulla Invincible Reason.
Rhianna Sorel: Compositrice e Armonista.
Maestro Remiel: anziano e rinomato addestratore della Legione degli Angeli Oscuri.
Generale Morten: Comandante degli Jaeger Calibaniti.
Magos Administratum Talia Bosk: burocrate capo imperiale su Caliban.
Sar Daviel: Ex-cavaliere dell'Ordine su Caliban.
Lord Thuriel: figlio di una casata un tempo potente su Caliban.
Lady Alera: Nobile lady e signora della propria casata su Caliban.
Lord Malchial: Figlio di un famoso cavaliere di Caliban, adesso caduto.
Taddeus Kulik: Governatore Imperiale di Diamat.

### Non-imperiali
Jephta Naud: Generale Comandante, armate dell'Interex.
Diath Shehn: Abbrocarius.
Asherot: Kinebrach vincolato, Custode dei Dispositivi.
Mithras Tull: Comandante Subordinato, armate dell'Interex.
Koja Zu: Ministra della Steppe Anatuane, madre di Ra Endymion.

### DAVINITI
Sacerdotessa della Loggia Akshub: Leader della Loggia del Serpente.
Tsi Rekh: Contatto Davinita.
Tsepha: Cultista di Davin e agevolatore per Akshub.

### Cavalieri del lupo
Lord Sartana: Maestro dei Cavalieri del Lupo.

### Saroshi
Lord Alto Esaltatore: Leader della burocrazia Saroshi.
Lord Governatore Eletto Harlad Furt: Supervisore dei territori Saroshi.
Dusan: Esegeta Saroshi.

### La Cabala
John Grammaticus: Perpetuo umano, agente della Cabala.
Gahet: Old Kind, membro del circolo interno della Cabala.
Slau Dha: Autarca Eldar. È colui che ha offerto a Grammaticus l'opportunità di diventare un Perpetuo.
G'Lattro: Portavoce e interprete della Cabala appartenente a una razza senziente insettoide dal nome sconosciuto.

### Xenos
Eldrad Ulthran: Veggente di Ulthwé.
Khiraen Goldhelm: Spettrocustode di Ulthwé.

### Entità' del warp
Ingethel: Emissaria della Verità Primordiale.
Drach'Nyen: l'Eco del Primo Omicidio.
Samus: Demone